# 西迪達邁德
35°52′10″N 3°15′16″E / 35.86944°N 3.25444°E

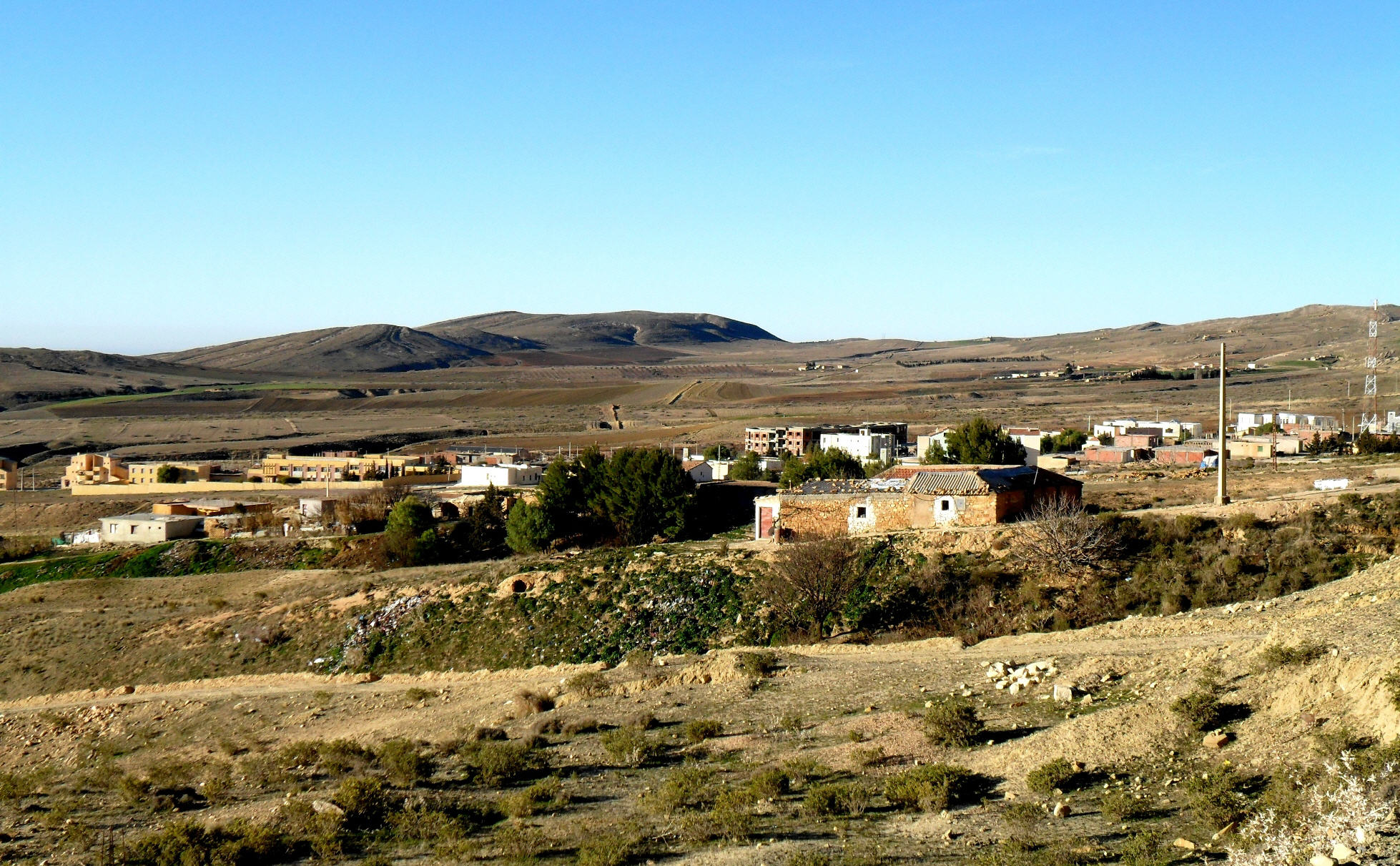
西迪達邁德

西迪達邁德（阿拉伯语：‎），是阿爾及利亞的城鎮，位於該國北部麥迪亞省，由艾因布西夫區負責管轄，面積160平方公里，2008年人口5,009，人口密度每平方公里31人。